# Sågdammen, Västergötland
Sågdammen är en sjö i Karlsborgs kommun i Västergötland och ingår i Motala ströms huvudavrinningsområde.